# Setchey
Setchey – osada w Anglii, w hrabstwie Norfolk. Leży 7,3 km od miasta King’s Lynn, 60,2 km od Norwich i 135,2 km od Londynu. W 1931 roku civil parish liczyła 176 mieszkańców.